# 小川知也
小川 知也（おがわ ともや、1996年〈平成8年〉4月14日 - ）は、日本の政治家。埼玉県比企郡鳩山町長（1期）。

## 来歴
埼玉県比企郡鳩山町出身。鳩山幼稚園、鳩山町立亀井小学校、鳩山町立鳩山中学校、早稲田大学本庄高等学院を経て、2019年早稲田大学スポーツ科学部スポーツ科学科を卒業する。
卒業後は東京ディズニーリゾートを経営する株式会社オリエンタルランドに入社し、経理部財務グループ、フード開発販売部に勤務した。その後は小森卓郎衆議院議員の秘書を経て、2024年7月、28歳で鳩山町長選挙に出馬し、3,136票を獲得し、現職ら3人を破り、初当選する。
※当日有権者数：11,549人 最終投票率：60.70%（前回比：0pts）
| 候補者名 | 年齢 | 所属党派 | 新旧別 | 得票数  | 得票率 | 推薦・支持 |
| -------- | ---- | -------- | ------ | ------- | ------ | ---------- |
| 小川知也 | 28   | 無所属   | 新     | 3,136票 | 44.74% |            |
| 小峰孝雄 | 66   | 無所属   | 現     | 1,954票 | 27.87% |            |
| 大賀広史 | 52   | 無所属   | 新     | 1,707票 | 24.35% |            |
| 安澤美佳 | 47   | 無所属   | 新     | 142票   | 2.02%  |            |

2024年7月16日に初登庁し、全国町村会によると、当時現職の町長では最も若い35歳の奈良県田原本町長の高江啓史より若い、全国最年少の町長となった。

## 人物
小学校時代は少年野球チームに所属し、中学、高校時代は、野球部に所属。大学時代はラクロス部に所属した。